# Fotbal la Jocurile Olimpice
Fotbalul face parte din programul Jocurilor Olimpice de vară de la ediția secundă, în anul 1900, și a lipsit o singură dată, la ediția din 1932. A fost inițial o competiție destinată doar băieților, din 1996 însă fiind adăugat și turneul dedicat fotbalului feminin.

## Istoria
Conform unor surse, la prima ediție a Jocurilor Olimpice moderne, organizată în 1896, a avut loc și un turneu de fotbal, sport aflat încă în stagii incipiente, o echipă a orașului Atena fiind învinsă de una din orașul Smyrna (Izmir). Apoi, reprezentanta Imperiului Otoman a trecut cu 15-0 de o echipă din Danemarca. Nu au existat însă dovezi clare ale acestor evenimente, iar competiția nu a fost oficială.
Abia în 1900 fotbalul a intrat oficial în programul Jocurilor Olimpice, dar la edițiile din 1900 și 1904 în concurs au fost înscrise echipe de club, și nu naționale, și deși Comitetul Internațional Olimpic consideră oficiale aceste competiții, ele nu sunt recunoscute de FIFA.
Primul turneu considerat oficial de toate părțile este cel de la Londra - 1908, la care au participat șase echipe. Numărul acestora a crescut la 11 la ediția din 1912. Competițiile au fost dezechilibrate, fiind marcate multe goluri, iar cele două ediții au adus recorduri valabile pentru 90 de ani privind golgheterul turneelor. Sophus Nielsen în 1908 și Gottfried Fuchs în 1912 au marcat fiecare câte zece goluri.
Amploarea globală pe care fotbalul a luat-o a dus în 1930 la organizarea primei ediții a Campionatului Mondial, însă sportul a fost exclus din programul Jocurilor Olimpice din 1932, de la Los Angeles, mai ales din cauza popularității scăzute în Statele Unite ale Americii. A revenit la ediția următoare, Berlin - 1936, la cererea organizatorilor.
Deoarece la Jocurile Olimpice nu aveau drept de participare fotbaliștii profesioniști, iar țările dezvoltate trecuseră la profesionism, turneul olimpic a fost dominat mai multe zeci de ani de echipele din Europa de Est, în care fotbalul era încă la nivel de amatori. Astfel, între 1948 și 1980, 23 din 27 de medalii acordate au revenit țărilor din estul Europei, doar Suedia (aur în 1948 și bronz în 1952), Danemarca (argint în 1960) și Japonia (bronz în 1968) întrerupând această dominație.
Din dorința unei schimbări, CIO a permis din 1984 prezența jucătorilor profesioniști, dar FIFA a intervenit pentru a nu face din Olimpiadă un concurent pentru Campionatul Mondial și a modificat această regulă, astfel că doar țările din Africa, Asia, Oceania și America de Nord și Centrală puteau alinia cea mai bună echipă. În schimb, țările din Europa și America de Sud aveau dreptul de a trimite jucători care nu evoluaseră la Campionatul Mondial. Astfel, majoritatea țărilor a trimis echipe de tineret la Olimpiadă. Din 1992, regulamentul a fost din nou schimbat, fiind instalată o limită maximă de vârstă de 23 de ani.

## Stadioane
Din cauza numărului mare de stadioane necesare pentru organizarea unui turneu olimpic de fotbal, CIO a permis utilizarea unor stadioane aflate în alte orașe decât gazda Jocurilor Olimpice. Aceste stadioane au fost chiar și la peste 3.000 de kilometri de orașul gazdă, precum cazul Olimpiadei din 1984, de la Los Angeles, când unele meciuri au avut loc pe coasta de est a Statelor Unite.

## Turneul masculin
Ca și la Campionatul Mondial, calificările pentru competiția olimpică au loc pe fiecare continent în parte. Confederațiile continentale organizează turnee speciale de calificare Under-23, mai puțin Europa, unde echipele calificate sunt decise dintre finalistele turneului continental Under-21. Pentru Jocurile Olimpice din 2008, locurile au alocate astfel:
- Europa – 4
- Asia – 4 (inclusiv China - țara gazdă)
- Africa – 3
- America de Sud – 2
- America de Nord – 2
- Oceania – 1

## Turneul feminin
Turneul feminin olimpic de fotbal are loc între echipe naționale fără limită de vârstă pentru jucătoare. Echipele sunt alese în funcție de evoluția la ediția precedentă a Campionatului Mondial de fotbal feminin, cu un loc rezervat echipe gazdă.
Pentru Jocurile Olimpice din 2008, locurile au alocate astfel:
- Europa – 3
- Africa – 1,5
- Asia – 3 (inclusiv țara gazdă China)
- America de Sud – 1,5
- America de Nord – 2
- Oceania – 1

## Medalii acordate

### Turneul masculin
| Anul         | Gazda            | Finala                              | Finala                              | Finala                              | Meciul pentru locul trei            | Meciul pentru locul trei            | Meciul pentru locul trei            |
| Anul         | Gazda            | Aur                                 | Scor                                | Argint                              | Bronz                               | Scor                                | Locul 4                             |
| ------------ | ---------------- | ----------------------------------- | ----------------------------------- | ----------------------------------- | ----------------------------------- | ----------------------------------- | ----------------------------------- |
| 1900 Detalii | Paris            | Upton Park                          | [ 2 ]                               | USFSA XI                            | Université de Bruxelles             | [ 2 ]                               | doar trei echipe au participat      |
| 1904 Detalii | St. Louis        | Galt                                | [ 3 ]                               | Christian Brothers College          | St. Rose Parish                     | [ 3 ]                               | doar trei echipe au participat      |
| 1908 Detalii | Londra           | Marea Britanie                      | 2 – 0                               | Danemarca                           | Țările de Jos                       | 2 – 0                               | Suedia                              |
| 1912 Detalii | Stockholm        | Marea Britanie                      | 4 – 2                               | Danemarca                           | Țările de Jos                       | 9 – 0                               | Finlanda                            |
| 1920 Detalii | Antwerp          | Belgia                              | [ 4 ]                               | Spania                              | Țările de Jos                       | [ 4 ]                               | Franța                              |
| 1924 Detalii | Paris            | Uruguay                             | 3 – 0                               | Elveția                             | Suedia                              | 1 – 1 d.p.                          | Țările de Jos                       |
| 1924 Detalii | Paris            | Uruguay                             | 3 – 0                               | Elveția                             | Rejucare: 3 – 1                     |                                     |                                     |
| 1928 Detalii | Amsterdam        | Uruguay                             | 1 – 1 d.p.                          | Argentina                           | Italia                              | 11 – 3                              | Egipt                               |
| 1928 Detalii | Amsterdam        | Rejucare: 2 – 1                     |                                     |                                     | Italia                              | 11 – 3                              | Egipt                               |
| 1932         | Los Angeles      | Nu s-a desfășurat turneul de fotbal | Nu s-a desfășurat turneul de fotbal | Nu s-a desfășurat turneul de fotbal | Nu s-a desfășurat turneul de fotbal | Nu s-a desfășurat turneul de fotbal | Nu s-a desfășurat turneul de fotbal |
| 1936 Detalii | Berlin           | Italia                              | 2 – 1 d.p.                          | Austria                             | Norvegia                            | 3 – 2                               | Polonia                             |
| 1948 Detalii | Londra           | Suedia                              | 3 – 1                               | Iugoslavia                          | Danemarca                           | 5 – 3                               | Marea Britanie                      |
| 1952 Detalii | Helsinki         | Ungaria                             | 2 – 0                               | Iugoslavia                          | Suedia                              | 2 – 0                               | Germania de Vest                    |
| 1956 Detalii | Melbourne        | URSS                                | 1 – 0                               | Iugoslavia                          | Bulgaria                            | 3 – 0                               | India                               |
| 1960 Detalii | Roma             | Iugoslavia                          | 3 – 1                               | Danemarca                           | Ungaria                             | 2 – 1                               | Italia                              |
| 1964 Detalii | Tokio            | Ungaria                             | 2 – 1                               | Cehoslovacia                        | Germania de Est                     | 3 – 1                               | Emiratele Arabe Unite               |
| 1968 Detalii | Ciudad de Mexico | Ungaria                             | 4 – 1                               | Bulgaria                            | Japonia                             | 2 – 0                               | Mexic                               |
| 1972 Detalii | München          | Polonia                             | 2 – 1                               | Ungaria                             | URSS                                | 2 – 2 d.p.                          | Germania de Est                     |
| 1976 Detalii | Montreal         | Germania de Est                     | 3 – 1                               | Polonia                             | URSS                                | 2 – 0                               | Brazilia                            |
| 1980 Detalii | Moscova          | Cehoslovacia                        | 1 – 0                               | Germania de Est                     | URSS                                | 2 – 0                               | Iugoslavia                          |
| 1984 Detalii | Los Angeles      | Franța                              | 2 – 0                               | Brazilia                            | Iugoslavia                          | 2 – 1                               | Italia                              |
| 1988 Detalii | Seul             | URSS                                | 2 – 1 d.p.                          | Brazilia                            | Germania de Vest                    | 3 – 0                               | Italia                              |
| 1992 Detalii | Barcelona        | Spania                              | 3 – 2                               | Polonia                             | Ghana                               | 1 – 0                               | Australia                           |
| 1996 Detalii | Atlanta          | Nigeria                             | 3 – 2                               | Argentina                           | Brazilia                            | 5 – 0                               | Portugalia                          |
| 2000 Detalii | Sydney           | Camerun                             | 2 – 2 golul de aur                  | Spania                              | Chile                               | 2 – 0                               | Statele Unite                       |
| 2000 Detalii | Sydney           | 5 – 3 la lovituri de departajare    |                                     |                                     | Chile                               | 2 – 0                               | Statele Unite                       |
| 2004 Detalii | Atena            | Argentina                           | 1 – 0                               | Paraguay                            | Italia                              | 1 – 0                               | Irak                                |
| 2008 Detalii | Beijing          | Argentina                           | 1 – 0                               | Nigeria                             | Brazilia                            | 3 – 0                               | Belgia                              |
| 2012 Detalii | Londra           | Mexic                               | 2 – 1                               | Brazilia                            | Coreea de Sud                       | 2 – 0                               | Japonia                             |
| 2016 Detalii | Rio de Janeiro   | Brazilia                            | 1 – 1 golul de aur                  | Germania                            | Nigeria                             | 3 – 2                               | Honduras                            |
| 2016 Detalii | Rio de Janeiro   | 5 – 4 la lovituri de departajare    |                                     |                                     | Nigeria                             | 3 – 2                               | Honduras                            |
| 2020 Detalii | Tokyo            | Brazilia                            | 2 – 1 d.p.                          | Spania                              | Mexic                               | 3 – 1                               | Japonia                             |
| 2024 Detalii | Paris            |                                     |                                     |                                     |                                     |                                     |                                     |

### Turneul feminin
| An           | Gazda          | Finala                           | Finala             | Finala        | Meciul pentru locul trei | Meciul pentru locul trei | Meciul pentru locul trei |
| An           | Gazda          | Aur                              | Scor               | Argint        | Bronz                    | Scor                     | Locul 4                  |
| ------------ | -------------- | -------------------------------- | ------------------ | ------------- | ------------------------ | ------------------------ | ------------------------ |
| 1996 Detalii | Atlanta        | Statele Unite                    | 2 – 1              | China         | Norvegia                 | 2 – 0                    | Brazilia                 |
| 2000 Detalii | Sydney         | Norvegia                         | 3 – 2 Golul de aur | Statele Unite | Germania                 | 2 – 0                    | Brazilia                 |
| 2004 Detalii | Atena          | Statele Unite                    | 2 – 1 d.p.         | Brazilia      | Germania                 | 1 – 0                    | Suedia                   |
| 2008 Detalii | Beijing        | Statele Unite                    | 1 – 0 d.p.         | Brazilia      | Germania                 | 2 – 0                    | Japonia                  |
| 2012 Detalii | Londra         | Statele Unite                    | 2 – 1              | Japonia       | Canada                   | 1 – 0                    | Franța                   |
| 2016 Detalii | Rio de Janeiro | Germania                         | 2 – 1              | Suedia        | Canada                   | 2 – 1                    | Brazilia                 |
| 2020 Detalii | Tokyo          | Canada                           | 1 – 1 golul de aur | Suedia        | Statele Unite            | 4 – 3                    | Australia                |
| 2020 Detalii | Tokyo          | 3 – 2 la lovituri de departajare |                    |               | Statele Unite            | 4 – 3                    | Australia                |
| 2024 Detalii | Paris          |                                  |                    |               |                          |                          |                          |

### Sportivii cei mai medaliați
| Sportiv          | Țară | Aur | Argint | Bronz | Total |
| Christie Pearce  | SUA  | 3   | 1      | 0     | 4     |
| Heather O'Reilly | SUA  | 3   | 0      | 0     | 3     |
| Shannon Boxx     | SUA  | 3   | 0      | 0     | 3     |